# 텐친
텐친 프로젝트(중국어: 天琴计划)는 지구 궤도에 있는 세 개의 우주선으로 구성된 제안된 우주 중력파 관측소(중력파 탐지기)이다. 텐친 프로젝트는 중산 대학의 총장인 루오쥔(중국어: 罗俊) 교수가 주도하고 있으며 대학의 주하이시 캠퍼스를 기반으로 하고 있다. 연구 건물, 초저소음 동굴 실험실, 관찰 센터 등을 포함하는 프로젝트 관련 인프라 건설은 2016년 3월에 시작되었다. 이 프로젝트의 비용은 150억 위안(미화 23억 달러)으로 추산되며, 2030년대에 개시될 것으로 예상된다. 2019년 12월, 중국은 최초의 우주 기반 중력파 탐지 위성인 '텐친 1호'를 발사했다.
이 프로젝트 이름은 하늘을 의미하는 중국어 "텐"(天, 하늘 천)과 현악기를 의미하는 "친"(琴, 금)을 결합한 것이다. 이 이름은 세 개의 텐친 우주선 사이에 뻗어 있는 100,000km 레이저 빔의 변동을 유발하여 "끈을 뽑는" 중력파의 은유적 개념을 나타낸다.
관측소는 약 100,000km 고도의 지구 고궤도에 있는 3개의 동일한 항력 없는 제어 우주선으로 구성된다. 관측소의 명목 광원은 백색왜성 쌍성 RX J0806.3+1527(HM Cancri라고도 함)이다. 이는 텐친 중력파 관측소의 좋은 교정원(calibration source) 역할을 할 수 있다. 유사한 구성의 지구 중심 궤도 우주 중력파 탐지기가 2011년부터 개발되었으며 중간 질량 및 거대 블랙홀 쌍성을 관찰하는 데 유리한 특성을 갖는 것으로 나타났다.
은하 쌍성 외에도 텐친 천문대는 거대 블랙홀 쌍성, 극질량비 영감성, 항성 질량 블랙홀 쌍성 나선 및 확률론적 중력파 배경 등과 같은 소스도 감지할 수 있다.